# Asia Muhammad
Asia Muhammad (Long Beach, 4 de Abril de 1991) é uma tenista profissional americana.

## WTA Tour finais

### Duplas: 1 (1 título)
| Legenda                                      |
| -------------------------------------------- |
| Grand Slam (0–0)                             |
| WTA Tour (0–0)                               |
| Tier I / Premier Mandatory & Premier 5 (0–0) |
| Tier II / Premier (0–0)                      |
| Tier III, IV & V / International (1–0)       |

| Resultado | N. | Data          | Campeonato                               | Piso  | Parceira        | Oponente                                 | Placar   |
| --------- | -- | ------------- | ---------------------------------------- | ----- | --------------- | ---------------------------------------- | -------- |
| Campeã    | 1. | 13 Junho 2015 | Topshelf Open, 's-Hertogenbosch, Holanda | Grama | Laura Siegemund | Jelena Janković Anastasia Pavlyuchenkova | 6–3, 7–5 |

| Legenda           |
| ----------------- |
| $100,000 torneios |
| $75,000 torneios  |
| $50,000 torneios  |
| $25,000 torneios  |
| $10,000 torneios  |

| Finais por Piso |
| --------------- |
| Duro (2–1)      |
| Saibro (0–0)    |
| Grama (0–0)     |
| Carpete (0–0)   |

| Legenda           |
| ----------------- |
| $100,000 torneios |
| $75,000 torneios  |
| $50,000 torneios  |
| $25,000 torneios  |
| $10,000 torneios  |

| Finais por Piso |
| --------------- |
| Duro (2–1)      |
| Saibro (0–0)    |
| Grama (0–0)     |
| Carpete (0–0)   |

| Resultado | N. | Data          | Torneio        | Piso     | Oponente       | Placar      |
| --------- | -- | ------------- | -------------- | -------- | -------------- | ----------- |
| Campeã    | 1. | Junho 3, 2007 | Houston, EUA   | Duro (I) | Jelena Pandzic | 6–3 4–6 6–4 |
| Vice      | 1. | Março 9, 2008 | Las Vegas, EUA | Duro (o) | Camille Pin    | 4–6 1–6     |
| Winner    | 2. | Maio 12, 2013 | Raleigh, EUA   | Saibro   | Chalena Scholl | 6–2 6–2     |